# Truyền thuyết Jumong
Jumong (Triều Tiên: 주몽, Hanja: 朱蒙) hay Truyền thuyết Jumong, là một bộ phim truyền hình phát sóng trên kênh MBC của (Hàn Quốc). Ban đầu dự tính dài 60 tập, MBC đã quyết định tăng số tập phim lên 81 do mức độ phổ biến của nó. Bộ phim đã được trình chiếu tại hơn 13 nước và doanh thu bộ phim này hơn 45 tỷ won Hàn Quốc (50 triệu đô la Mỹ)
.
Bộ phim miêu tả cuộc đời của Cao Chu Mông, (người sáng lập của vương quốc Cao Câu Ly). Các yếu tố kỳ ảo bao quanh truyền thuyết của Jumong đã được thay thế với nhiều sự kiện dựa trên thực tế, chẳng hạn như liên quan đến ngày sinh của ông.
Bộ phim đạt được thành công lớn và cũng được xem là một phần quan trọng của Làn sóng Hàn Quốc (Hallyu), với tỷ suất người xem tại Iran đạt hơn 80%.
Tại Việt Nam, phim được phát sóng trên kênh VTV1 từ ngày 7 tháng 3 năm 2007, và trên kênh SCTV Phim Tổng Hợp.

## Nội dung
Truyền thuyết Jumong kể về cuộc đời gian khổ của chàng vương tử Jumong, tức Đông Minh Thánh Vương Cao Chu Mông, vị vua và cũng là anh hùng dân tộc của đất nước Triều Tiên đã chiến đấu với hàng ngàn quân giặc để lập nên đất nước Cao Câu Ly (Kokorea) một thời lừng lẫy.
Toàn bộ những diễn biến xảy ra xung quanh cuộc đời của Jumong. Bộ phim kể về cuộc tranh tài của ba vị vương tử là Daeso, Yeongpo, Jumong và hai nước Đông Phù Dư, Cao Câu Ly. Sau bao nhiêu khó khăn, cuối cùng Jumong trở thành vua. Vua Jumong đã đưa Cao Câu Ly trở thành một cường quốc kể từ sau khi lập nước.
Cao Chu Mông (Tiếng Triều Tiên: 주몽, 朱蒙 Ko Chumong), hay Đông Minh (Thánh) Vương (東明聖王 Dongmyeongseongwong hay 東明王 Dongmyeongwong) (58 - 19 TCN) là vị vua đầu tiên của Cao Câu Ly và là vị anh hùng khai quốc của đất nước Triều Tiên xưa.

## Diễn viên
- Song Il Gook (송일국): Hoàng tử Jumong (주몽)
- Han Hye Jin (한혜진): Tiểu thư Soseono (소서노)
- Kim Seung Soo (김성수): Hoàng tử Daeso (대소)
- Jeon Gwang Ryeol (전광렬): Vua Geumwa (금와)
- Oh Yeon Soo (오연수): Vương phi Yuhwa (유화)
- Kyeon Mi Ri (견미리): Hoàng hậu Wonhu (원후)
- Song Ji Hyo (송지효): Tiểu thư Ye So-ya (예소야)
- Park Tam Hee (박탐희): Tiểu thư Yang Seol Ran (양설란)
- Ahn Young Jun: Hoàng tử Yuri - con đầu của Jumong
- Kim Byeong Ki (김병기): Tộc trưởng Yeon Tabal (연타발)
- Jin Hee Kyeong (진희경): Thần nữ Yeo Mi eul (여미을)
- Lee Jae Yong (이재용): Đại sứ giả Bu Deuk Bul (부득불)
- Heo Joon Ho (허준호): Tướng quân Hae Mosu (해모수)
- Won Ki Joon (원기준): Hoàng tử Yeongpo (영포)
- Bae Soo Bin (배수빈): Sayong (사용)
- Lim So Yeong (임소영): Bu - yeong (부영)
- Yoon Dong Hwan (윤동환): Tổng trấn Yang Jeong (양정)
- Oh Uk Chul (오욱철): Hwang (황자경)
- Lee Kye In (이계인): Mo Pal Mo (모팔모)
- Yeo Ho Min (여호민): Oi (오이)
- Ahn Jeong Hoon (안정훈): Mari (마리)
- Lim Dae Ho (임대호): Hyeoppo (협보)
- Park Kyeong Hwan (박경환): Bu Buhn-No (부분노)
- Jeong Ho Bin (정호빈): Woo-tae (우태)

## Các nhân vật khác
Thần nữ Bi Geum Son (비금선), Tae Ma Jin, Jin Jong Mun, Mu Seong, Tướng Hê môn su (cha của ju Mông), Mu Deuk, Tổng trấn Thành Liêu Đông Hoàng Tư Kính...

## Xếp hạng
Jumong có mức xếp hạng cao nhất trong tất cả các bộ phim truyền hình Hàn Quốc trong năm 2006 tại Hàn Quốc .
- Cao nhất
  - Seoul: 52,7%
  - Cả nước: 51,9%
- Trung bình
  - Seoul: 41,8%.
  - Cả nước: 40,9%
- Thấp nhất
  - Seoul: 17.5%
  - Cả nước: 16.3%

Jumong đã lập nên một kỉ kục của phim truyền hình HQ, tạo nên một cơn sốt dữ dội tại đây.
| Ngày chiếu           | Tập        | Cả nước     | Seoul       |
| -------------------- | ---------- | ----------- | ----------- |
| 15 tháng 5 năm 2006  | 1          | 16.3% (3rd) | 17.5% (3rd) |
| 16 tháng 5 năm 2006  | 2          | 18.4% (3rd) | 19.2% (3rd) |
| 22 tháng 5 năm 2006  | 3          | 21.8% (1st) | 23.6% (1st) |
| 23 tháng 5 năm 2006  | 4          | 25.3% (2nd) | 26.6% (2nd) |
| 29 tháng 5 năm 2006  | 5          | 28.0% (1st) | 29.9% (1st) |
| 30 tháng 5 năm 2006  | 6          | 28.7% (1st) | 29.6% (1st) |
| 5 tháng 6 năm 2006   | 7          | 27.9% (1st) | 29.2% (1st) |
| 6 tháng 6 năm 2006   | 8          | 32.3% (1st) | 33.7% (1st) |
| 20 tháng 6 năm 2006  | 9          | 29.4% (1st) | 30.7% (1st) |
| 26 tháng 6 năm 2006  | 10         | 33.2% (1st) | 35.3% (1st) |
| 27 tháng 6 năm 2006  | 11         | 32.9% (1st) | 34.8% (1st) |
| 3 tháng 7 năm 2006   | 12         | 36.4% (1st) | 38.1% (1st) |
| 4 tháng 7 năm 2006   | 13         | 37.6% (1st) | 38.8% (1st) |
| 10 tháng 7 năm 2006  | 14         | 35.8% (1st) | 37.5% (1st) |
| 11 tháng 7 năm 2006  | 15         | 37.2% (1st) | 38.8% (1st) |
| 17 tháng 7 năm 2006  | 16         | 40.1% (1st) | 42.8% (1st) |
| 18 tháng 7 năm 2006  | 17         | 38.7% (1st) | 39.9% (1st) |
| 24 tháng 7 năm 2006  | 18         | 39.6% (1st) | 41.1% (1st) |
| 25 tháng 7 năm 2006  | 19         | 39.9% (1st) | 40.5% (1st) |
| 31 tháng 7 năm 2006  | 20         | 35.1% (1st) | 36.1% (1st) |
| 1 tháng 8 năm 2006   | 21         | 36.8% (1st) | 38.2% (1st) |
| 7 tháng 8 năm 2006   | 22         | 37.3% (1st) | 37.9% (1st) |
| 8 tháng 8 năm 2006   | 23         | 37.4% (1st) | 38.9% (1st) |
| 14 tháng 8 năm 2006  | 24         | 35.5% (1st) | 35.8% (1st) |
| 15 tháng 8 năm 2006  | 25         | 39.3% (1st) | 40.7% (1st) |
| 21 tháng 8 năm 2006  | 26         | 38.1% (1st) | 39.6% (1st) |
| 22 tháng 8 năm 2006  | 27         | 39.5% (1st) | 40.0% (1st) |
| 28 tháng 8 năm 2006  | 28         | 40.3% (1st) | 41.7% (1st) |
| 29 tháng 8 năm 2006  | 29         | 40.3% (1st) | 40.9% (1st) |
| 4 tháng 9 năm 2006   | 30         | 39.7% (1st) | 40.6% (1st) |
| 5 tháng 9 năm 2006   | 31         | 40.3% (1st) | 41.4% (1st) |
| 11 tháng 9 năm 2006  | 32         | 39.3% (1st) | 40.6% (1st) |
| 12 tháng 9 năm 2006  | 33         | 38.5% (1st) | 39.2% (1st) |
| 18 tháng 9 năm 2006  | 34         | 39.5% (1st) | 40.3% (1st) |
| 19 tháng 9 năm 2006  | 35         | 43.0% (1st) | 43.9% (1st) |
| 25 tháng 9 năm 2006  | 36         | 42.8% (1st) | 43.9% (1st) |
| 26 tháng 9 năm 2006  | 37         | 43.6% (1st) | 44.4% (1st) |
| 2 tháng 10 năm 2006  | 38         | 42.6% (1st) | 43.2% (1st) |
| 3 tháng 10 năm 2006  | 39         | 44.9% (1st) | 44.8% (1st) |
| 9 tháng 10 năm 2006  | 40         | 44.2% (1st) | 45.0% (1st) |
| 10 tháng 10 năm 2006 | 41         | 43.6% (1st) | 43.8% (1st) |
| 16 tháng 10 năm 2006 | 42         | 43.1% (1st) | 43.6% (1st) |
| 17 tháng 10 năm 2006 | 43         | 42.4% (1st) | 42.2% (1st) |
| 23 tháng 10 năm 2006 | 44         | 44.5% (1st) | 45.4% (1st) |
| 24 tháng 10 năm 2006 | 45         | 45.0% (1st) | 45.2% (1st) |
| 30 tháng 10 năm 2006 | 46         | 44.6% (1st) | 45.1% (1st) |
| 31 tháng 10 năm 2006 | 47         | 43.8% (1st) | 43.7% (1st) |
| 6 tháng 11 năm 2006  | 48         | 46.6% (1st) | 47.9% (1st) |
| 7 tháng 11 năm 2006  | 49         | 47.2% (1st) | 48.3% (1st) |
| 13 tháng 11 năm 2006 | 50         | 43.6% (1st) | 43.5% (1st) |
| 14 tháng 11 năm 2006 | 51         | 48.1% (1st) | 49.2% (1st) |
| 20 tháng 11 năm 2006 | 52         | 44.8% (1st) | 45.4% (1st) |
| 21 tháng 11 năm 2006 | 53         | 44.0% (1st) | 44.5% (1st) |
| 27 tháng 11 năm 2006 | 54         | 45.1% (1st) | 45.2% (1st) |
| 28 tháng 11 năm 2006 | 55         | 44.4% (1st) | 44.9% (1st) |
| 4 tháng 12 năm 2006  | 56         | 44.0% (1st) | 44.4% (1st) |
| 5 tháng 12 năm 2006  | 57         | 42.9% (1st) | 43.2% (1st) |
| 11 tháng 12 năm 2006 | 58         | 46.4% (1st) | 46.1% (1st) |
| 12 tháng 12 năm 2006 | 59         | 41.5% (1st) | 42.6% (1st) |
| 18 tháng 12 năm 2006 | 60         | 44.4% (1st) | 45.3% (1st) |
| 19 tháng 12 năm 2006 | 61         | 46.6% (1st) | 47.1% (1st) |
| 1 tháng 1 năm 2007   | 62         | 44.8% (1st) | 45.8% (1st) |
| 2 tháng 1 năm 2007   | 63         | 45.2% (1st) | 45.3% (1st) |
| 8 tháng 1 năm 2007   | 64         | 45.5% (1st) | 45.4% (1st) |
| 9 tháng 1 năm 2007   | 65         | 46.8% (1st) | 47.1% (1st) |
| 15 tháng 1 năm 2007  | 66         | 46.8% (1st) | 47.5% (1st) |
| 16 tháng 1 năm 2007  | 67         | 47.1% (1st) | 47.9% (1st) |
| 22 tháng 1 năm 2007  | 68         | 49.8% (1st) | 50.5% (1st) |
| 23 tháng 1 năm 2007  | 69         | 42.0% (1st) | 43.6% (1st) |
| 29 tháng 1 năm 2007  | 70         | 47.9% (1st) | 48.3% (1st) |
| 30 tháng 1 năm 2007  | 71         | 50.3% (1st) | 51.0% (1st) |
| 5 tháng 2 năm 2007   | 72         | 47.1% (1st) | 48.5% (1st) |
| 6 tháng 2 năm 2007   | 73         | 46.0% (1st) | 47.2% (1st) |
| 12 tháng 2 năm 2007  | 74         | 47.6% (1st) | 48.1% (1st) |
| 13 tháng 2 năm 2007  | 75         | 47.1% (1st) | 47.8% (1st) |
| 19 tháng 2 năm 2007  | 76         | 41.9% (1st) | 42.1% (1st) |
| 20 tháng 2 năm 2007  | 77         | 49.7% (1st) | 49.9% (1st) |
| 26 tháng 2 năm 2007  | 78         | 47.2% (1st) | 47.1% (1st) |
| 27 tháng 2 năm 2007  | 79         | 50.6% (1st) | 50.9% (1st) |
| 5 tháng 3 năm 2007   | 80         | 49.8% (1st) | 50.0% (1st) |
| 6 tháng 3 năm 2007   | 81         | 51.9% (1st) | 52.7% (1st) |
|                      | Trung bình | 40.98%      | 41.83%      |

## Sản xuất
Bộ phim được quay tại MBC Dramia nằm tại Cheoin-gu, Yongin ở tỉnh Gyeonggi. Đây cũng là nơi các bộ phim truyền hình lịch sử khác như Dong Yi, The Moon Embracing the Sun và Queen Seondeok cũng được quay .

## Giải thưởng

### Thắng
- 2006 MBC Awards: Grand Prize (Song Il Gook) [4]
- 2006 MBC Awards: Dành cho diễn viên xuất sắc nhất năm (Song Il Gook & Jeon Kwang Yeol) [4].
- 2006 MBC Awards: Dành cho nữ diễn viên xuất sắc nhất năm (Han Hye Jin) [4].
- 2006 MBC Awards: Dành cho diễn viên xuất sắc nhất (Kim Seung Soo) [4].
- 2006 MBC Awards: Dành cho diễn viên mới xuất sắc nhất (Won Ki Jun) [4].
- 2006 MBC Awards: Dành cho nam diễn viên (vàng) tốt nhất (Heo Joon Ho) [4].
- 2006 MBC Awards: Dành cho nữ diễn viên (vàng) tốt nhất (Oh Yeon Soo) [4].
- 2006 MBC Awards: Dành cho đạo diễn năm (Lee Joo Hwan) [4].
- 2006 MBC Awards: Dành cho nhà văn năm (Choi Wan Kyu & Jung Hyung Soo) [4].
- 2007 43rd Baeksang Awards: Dành cho phim truyền hình hay nhất năm.[4].
- 2007 43rd Baeksang Awards: Dành cho kịch bản xuất sắc nhất năm (Jung Hyung Soo và Choi Wan Kyu) [4].

## Tranh cãi
Tại Hồng Kông, Asia Television mua bản quyền để phát sóng chương trình, nhưng tranh cãi xung quanh bản dịch của chương trình trở nên phổ biến rộng rãi, tiếp tục leo thang cuộc tranh luận về tính độc lập trong biên tập của ATV trong các tin tức và hoạt động.
Tranh cãi chủ yếu là xung quanh việc cắt một số phân đoạn nhất định , dịch sai tên địa điểm và nghề nghiệp của một số nhân vật, như chuyển chủ của một lâu đài thành tội phạm địa phương.
Ngoài ra, nghĩa của từ "quốc gia" (chỉ Cao Câu Ly) lại được dịch thành "bộ tộc", và dịch nhà Hán thành "Thiên triều" đã thu hút nhiều tranh cãi về tính độc lập trong biên tập của đài. Tầm quan trọng của điều này là nó có liên quan đến những tranh cãi gần đây giữa chính phủ của Trung Quốc và Hàn Quốc về lịch sử của Cao Câu Ly.